# Joshua Makonjio
Joshua Ndere Makonjio (ur. 27 lipca 1981) − kenijski bokser kategorii półciężkiej.

## Kariera amatorska
W 2002 i 2003 zdobywał brązowe medale na wojskowych igrzyskach afrykańskich.
W 2006 zdobył brązowy medal na igrzyskach Wspólnoty Narodów w Melbourne. W pojedynku 1/8 finału igrzysk pokonał przed czasem w trzeciej rundzie Shawna Coxa. W ćwierćfinale pokonał na punkty reprezentanta Indii Ajaya Kumara, zapewniając sobie miejsce na podium w kategorii półciężkiej. W półfinale przegrał na punkty (9:29) z reprezentantem Nigerii Adurą Olalehinem. W 2007 został brązowym medalistą igrzysk afrykańskich. W półfinale kategorii półciężkiej przegrał z Abdelhafidem Benchablą.
W 2009 reprezentował Kenię na mistrzostwach świata w Mediolanie. Rywalizację na mistrzostwach w kategorii półciężkiej rozpoczął od punktowego zwycięstwa nad Moussą Konaté. W kolejnym pojedynku przegrał z Uzbekiem Elshodem Rasulovem, ulegając mu na punkty. W 2010 ponownie został brązowym medalistą igrzysk Wspólnoty Narodów. Makonijo rywalizował w tej samej kategorii, co w 2006 roku.